# 24: The Soundtrack
24: The Soundtrack is een muziekalbum met de soundtrack van de Amerikaanse televisieserie 24. Het album, dat op 7 december 2004 werd uitgebracht, bevat negentien nummers die exclusief zijn uitgebracht voor de eerste drie seizoenen van de serie door Sean Callery. Het album bevat tevens het volledige openingsnummer, dat nooit volledig is uitgezonden, enkel maar gedeeltelijk in de eerste aflevering van het eerste seizoen. De muziek op het album is een combinatie van elektronische en orkestrale muziek. Het boekje in het album bevat diverse foto's uit het derde seizoen van de serie en uitleg van Callery over de productie van elk nummer. Tevens wordt vermeld in welke aflevering welk nummer wordt gebruikt.
In sommige regio's is het album uitgebracht met het Copy Control-antikopieerbeveiligingssysteem.

## Nummers
Alle nummers op het album met daarbij de lengte in minuten en seconden.
- 1. "24" Theme 4:41
- 2. Up and Down Stairs 2:44
- 3. L.A. at 9:00 a.m. 1:57
- 4. Jack on the Move 2:19
- 5. Jack's Revenge at the Docks 4:02
- 6. Kim and Teri's Escape from the Safe House 2:03
- 7. Jack in the Limo 2:41
- 8. In Pursuit of Kyle 2:39
- 9. Salazar's Theme 1:54
- 10. 'Copter Chase Over L.A. 2:32
- 11. Jack Tells Kim He's Not Coming Back 2:12
- 12. The Bomb Detonates 2:38
- 13. Palmer's Theme 1:50
- 14. Alexis 2:04
- 15. Coliseum Finale 1:56
- 16. Amnesia 2:14
- 17. Jack and Kim Trying to Reconnect 3:05
- 18. Season One Finale / Teri's Death 5:33
- 19. Season Three Finale / Jack's Humanity 2:14